# Interkulturelle Zusammenarbeit
Interkulturelle Zusammenarbeit. Kulturen – Organisationen – Management ist der Titel eines in Deutschland 1991 erschienenen Buches des niederländischen Kulturwissenschaftlers Geert Hofstede. Es geht auf das Buch Culture's Consequences (1980) zurück und begründet insbesondere die Kulturdimensionentheorie des Autors.

## Management und Nationale Kulturen
In den Organisationswissenschaften nehmen die Einflüsse nationaler Kulturen auf die Organisationen eine immer zentralere Stellung ein. In den 1950er und 1960er Jahren wurde Management, zumindest in Europa und den USA, als ein universelles Wissensgebiet betrachtet, das weltweit sowie kulturunabhängig verwendet werden kann. Damit verbunden war die Vorstellung, dass die nationalen Unterschiede im Management mit der Zeit zu einheitlichen Methoden führen und in der Folge die kulturellen Unterschiede überlagern würden. Diese These ist als Konvergenzhypothese (convergence hypothesis) bekannt geworden und wesentlich durch die Arbeit der Forscher der Aston-Gruppe bestimmt. Demgegenüber steht die Divergenzhypothese (divergence hypothesis), die eine starke Beeinflussung der Managementpraxis und organisationeller Prozesse durch die jeweiligen nationalen Kulturen proklamiert. So beobachteten Ruedi und Lawrence (1970) und später Sorge und Warner (1985) in ihren vergleichenden Untersuchungen von englischen und deutschen Organisationen Unterschiede zwischen diesen, insbesondere in den Bereichen Ausbildungsstand (höher Deutschland), Macht (in Deutschland kulturell bedingte Sicht auf die Organisation als Autoritätsstruktur) und Autonomie (höhere Dezentralisierung in England).
Die Vertreter der Divergenzhypothese sahen sich weiterhin bestätigt durch die in den 1970er Jahren im Rahmen der  Europäischen Gemeinschaften stärkeren Vernetzungen auf der makroökonomischen wie auch betriebswirtschaftlichen Ebene. Man erkannte, dass die Konvergenzhypothese nicht stimmen konnte. Es fand keine Konvergenz der Wesensart statt. Im gleichen Maße, in dem die Konvergenzhypothese entkräftet wurde, rückte der Fokus der Untersuchungen auf die nationalen Kulturen, weil:
1. Nationen (im Sinne von Staat) politische Einheiten sind, mit den ihnen eigentümlichen Methoden, Prozeduren und Verhaltensweisen.
2. Nationalität oder Regionalität einen symbolischen Wert für ihre Bürger hat. Es bestimmt wesentlich mit, „Wer wir sind“ und „Wie wir uns benehmen“
3. Nationalität einen direkten psychologischen Einfluss auf die Art und Weise des Denkens und Handelns hat. Das Denken wird von frühester Kindheit geprägt und was dem Einen normal vorkommt erscheint dem Anderen absurd. Man bedenke beispielsweise das Tragen von Make-up oder Unterschiede in der Art der Kleidung (z. B. Anzüge, Kopftuch oder Burka).

Zunehmend setzte sich die Annahme durch, dass so tief sitzende Vorstellungen eine Organisation durchdringen und nicht an der Pforte abgegeben werden können, jedoch fehlten sowohl ein theoretischer Rahmen als auch eine breite empirische Basis zur Begründung dieser Annahmen.
Geert Hofstede untersuchte zwischen 1967 und 1978 ca. 116.000 Fragebögen, die in 50 verschiedenen Ländern von Beschäftigten in allen Positionen – Arbeiter bis Manager – ausgefüllt worden waren. Sein Ziel war es, eine Sprache zu finden, in der Kultur ohne Missverständnisse wissenschaftlich bearbeitet werden kann. Aus den Antworten destillierte Hofstede vier bestimmende Dimensionen zur Beschreibung von Kulturen. Diese Dimensionen werden auch in der Beurteilung von interkultureller Kompetenz verwendet:
1. Individualismus vs. Kollektivismus
2. große oder kleine Macht-Distanz (engl. power-distance)
3. starke oder schwache Unsicherheits-Vermeidung (engl. uncertainty avoidance)
4. Maskulinität vs. Femininität

### Individualismus versus Kollektivismus
Diese Skala stellt die Beziehung des Individuums zur Gesellschaft dar. Das individualistische Ende der Skala beschreibt Beziehungen, in denen der Mensch sich um seine eigenen Angelegenheiten – und die seiner Kernfamilie – sorgen muss. Kollektivistische Beziehungen bedeuten, dass man das Eigeninteresse zurückstellt und Sippe, Stamm, Dorfgemeinschaft usw. in den Mittelpunkt rücken.
Hofstede verwendet eine Skala von 0 (stark kollektivistisch) bis 100 (= stark individualistisch). Die Skala korreliert stark mit dem Reichtum von Nationen; d. h. je individualistischer eine Nation statistisch war, umso reicher war sie auch.

### Macht-Distanz
Menschen unterscheiden sich in ihren intellektuellen und physischen Fähigkeiten, aus denen ihre Position in der Gesellschaft hervorgeht. In einigen Gesellschaften werden diese gesellschaftlichen Positionen vererbt, womit intellektuelle und physische Fähigkeit primär keine entscheidende Rolle für die Stellung in der Gesellschaft mehr spielen, da die Machtpositionen bereits durch Geburt feststehen. Alle Gesellschaften zeigen eine mehr oder weniger ausgeprägte Ungleichheit. Diese Ungleichheit misst Hofstede mit der Macht-Distanz-Skala von 0 (geringer Unterschied) bis 100 (großer Unterschied). In Organisationen drückt sich das in autokratischen Führungsstilen aus und ist ein Ausdruck der mentalen Programmierung Führender und Geführter; d. h. der autokratische Führungsstil ist so ausgeprägt wie das Kräfte-Gleichgewicht zwischen Führenden und Geführten es zulässt. Hofstede gleicht die Ergebnisse aus den Untersuchungen gegen die Werte der Skala Individualität ab. Die gebildeten Cluster beschreiben Länder mit weitgehend ähnlichen Führungsstilen.

### Unsicherheit-Vermeidung
Das menschliche Bewusstsein folgt der Kausalität (Ursache und Wirkung), kann aber die Wirkungen der Handlungen in Vergangenheit und Gegenwart nicht vollständig voraussehen. Es gibt Gesellschaften, die diese Tatsache akzeptieren. Sie sind meist tolerant gegenüber von ihren abweichenden Meinungen, weil diese keine Bedrohung darstellen. Diese Haltung bezeichnet Hofstede als schwach unsicherheit-vermeidend.
Andere Gesellschaften lehren ihre Mitglieder „die Zukunft auszutricksen“. Weil die Zukunft aber immer noch unvorhersehbar bleibt, herrscht in diesen Gesellschaften eine höhere Nervosität, Emotionalität und Aggressivität. Diese Gesellschaften nennt Hofstede stark unsicherheit-vermeidend.
Mehr Sicherheit kann laut Hofstede auf drei Wegen erzeugt werden:
1. Technologie (im weitesten Sinne des Wortes; das Subjekt fühlt sich sicherer, wenn es Häuser, Deiche, Nuklearsprengköpfe und Lebensversicherungen hat)
2. Gesetze (auch im weitesten Sinne des Wortes, also demokratische Grundordnung und Gesetzgebung, Dreiteilung der staatlichen Kräfte, als fair empfundene Prozesse etc.)
3. Religion (wieder im weitesten Sinne des Wortes und damit jede grundsätzliche Überzeugung, sei es Christentum, Islam, Marxismus, dogmatischer Kapitalismus, Meditationslehren oder sogar Wissenschaft)

Diese Skala zeichnet Hofstede gegen die Macht-Distanz-Skala auf und identifiziert Gruppen von Ländern mit ähnlichen Erwartungshaltungen. So findet sich beispielsweise Deutschland im Mittelfeld der Unsicherheit-Vermeidung in einer Gruppe mit Finnland, Österreich, der Schweiz und Israel.

### Maskulinität versus Femininität
In dieser letzten Dimension beschreibt Hofstede die Rollenunterschiede der Geschlechter in den Gesellschaften. Einige Rollen sind unvermeidbar (Männer können keine Kinder gebären), andere sind nicht biologisch, sondern sozial. Die Unterschiede erfasst Hofstede mit dieser Skala. Einige Gesellschaften sind relativ tolerant in Bezug auf die Frage, wer welche Rollen übernimmt; andere ziehen recht scharfe Grenzen zwischen den Geschlechterrollen. Im zweiten Fall ist es durchgehend so, dass Männer dominantere und druckstärkere Rollen übernehmen; daher die Bezeichnung maskulin. Das Denken maskuliner Gesellschaften ist von diesem Schema durchdrungen – auch das der Frauen in diesen Gesellschaften. In solchen Gesellschaften gelten „typisch männliche“ Aktivitäten – Prahlen, Vorführen, sichtbares Erreichen von Zielen, Geldverdienen oder Big-is-Beautiful als wichtig. Die als feminin bezeichneten Gesellschaften bewerten „typisch weibliche“ Werte als wichtig: Zurückhaltung, Beziehungen, Lebensqualität und Umwelterhaltung, Hilfe gegenüber anderen insbesondere schwachen und Small-is-Beautiful.
Wie bei den anderen Dimensionen vergibt Hofstede numerische Werte, wobei maskuline Gesellschaften „Hoch“ und feminine Gesellschaften „Niedrig“ eingestuft werden. Hofstede zeichnet die Ergebnisse gegen die Skala Unsicherheit-Vermeidung. Wieder lassen sich kulturelle Cluster bestimmen, wo z. B. skandinavische Länder (Dänemark, Schweden, Norwegen, die  Niederlande und Finnland) mit niedriger Maskulinität-Femininität als zusammengehörend erkannt werden und am anderen Ende der Skala Japan mit hoher  Maskulinität-Femininität und gleichzeitig hoher Macht-Distanz.

### Kurzzeit- versus Langzeit-Orientierung
Indikator bezüglich des zeitlichen Planungshorizontes (Zeitausrichtung, -orientierung, Planung). Beispiele für langfristige Ausrichtung der Werte: Sparsamkeit, Beharrlichkeit, langfristige Ziele. Beispiele für kurzzeitige Ausrichtung der Werte: Flexibilität, Egoismus, rasche Ergebnisse.

## Zusammenfassung der Ergebnisse
Jane Henry (2001) von der Open University fasst Hofstedes Ergebnisse in einer Tabelle wie folgt zusammen:
| #    | Bezeichnung                            | Macht- Abstand | Unsicherheit Vermeidung | Individualität Kollektivität | Maskulinität Femininität | Länder                                                           |
| I    | entwickelte lateinische Länder         | hoch           | hoch                    | hoch                         | mittel                   | Argentinien, Belgien, Brasilien, Frankreich, Spanien             |
| II   | weniger entwickelte lateinische Länder | hoch           | hoch                    | niedrig                      | breiter Bereich          | Chile, Jugoslawien, Kolumbien, Mexiko, Peru, Portugal, Venezuela |
| III  | entwickelte asiatische Länder          | mittel         | hoch                    | mittel                       | hoch                     | Japan                                                            |
| IV   | weniger entwickelte asiatische Länder  | hoch           | niedrig                 | niedrig                      | mittel                   | Hongkong, Indien, Philippinen, Singapur, Taiwan, Thailand        |
| V    | naher Osten                            | hoch           | hoch                    | niedrig                      | mittel                   | Griechenland, Iran, Türkei                                       |
| VI   | Germanisch                             | niedrig        | hoch                    | niedrig                      | mittel                   | Deutschland, Israel, Italien, Österreich, Schweiz, Südafrika     |
| VII  | angel-sächsisch                        | niedrig        | niedrig mittel          | hoch                         | hoch                     | Australien, Großbritannien, Irland, Kanada, Neuseeland, USA      |
| VIII | nordisch                               | niedrig        | niedrig mittel          | mittel                       | niedrig                  | Dänemark, Finnland, Niederlande, Norwegen, Schweden              |

Die Tabelle beruht auf Hofstedes ursprünglicher Erfassung